# Steinbergkirche

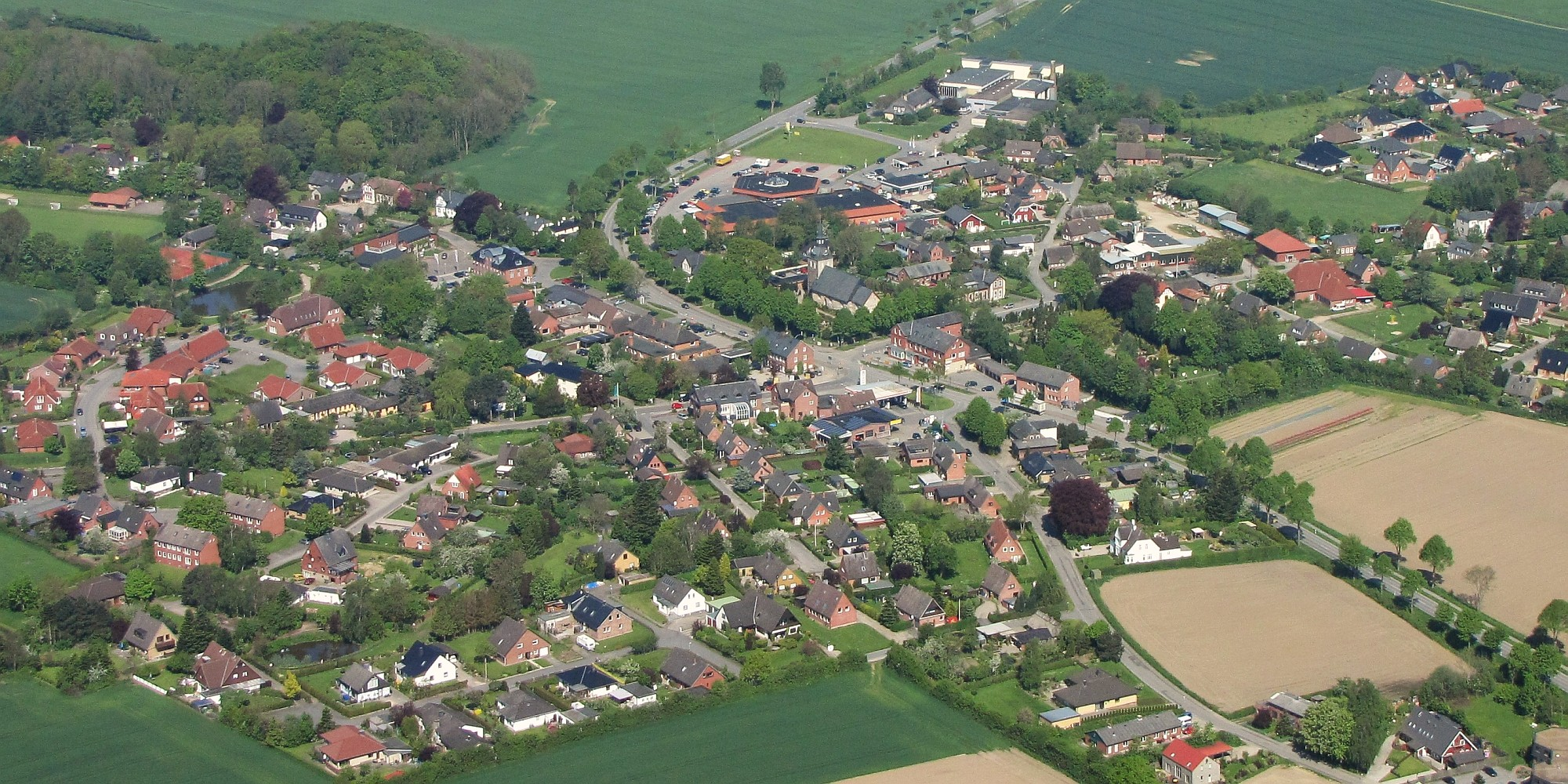
Luftbild Steinbergkirche an der B 199

Steinbergkirche (dänisch Stenbjergkirke) ist eine Gemeinde im Kreis Schleswig-Flensburg in Schleswig-Holstein.

## Geographie

### Geographische Lage
Das Gemeindegebiet von Steinbergkirche erstreckt sich im Naturraum Angeln an der Flensburger Förde etwa vier Kilometer westlich von der Geltinger Bucht.

### Nachbargemeinden
An das Gemeindegebiet von Steinbergkirche grenzen:
| Westerholz, Dollerup |                                             |           |
| Sörup                | Kompassrose, die auf Nachbargemeinden zeigt | Steinberg |
|                      | Sterup                                      |           |

## Geschichte
Die Ansiedlung Bredegatt geht auf die bereits im 12. Jahrhundert erwähnte Kirche zurück. 
Im Jahre 1963 erfolgte die Umbenennung der Gemeinde in Steinbergkirche.
Im Jahre 1970 wurden die bis dahin selbständigen Gemeinden Gintoft, Hattlund und Westerholm eingegliedert.
Von der Fusion mit Quern bis zur Konstituierung der bei der Kommunalwahl 2013 gewählten Gemeindevertretung nahm ein von der Kommunalaufsicht berufener Beauftragter die Aufgaben der Gemeindevertretung und des Bürgermeisters wahr.
Am 1. März 2013 wurde die Gemeinde Quern einschließlich des Ortes Neukirchen eingemeindet.
Im Jahre 2017 wurde der Gintofter Wald abgeholzt. Bürgerproteste für den Erhalt des Waldes konnten sich nicht durchsetzen.

### Eingegliederte Ortschaften
Alphabetische Aufzählung der Ortsteile nach letzter Eingliederung:
- Elkier (dän.: Ellekær)
- Friedrichstal (Frederiksdal)
- Fuchsgraben (Rævegrav[4])
- Gintoft (Gingtoft)
- Gräfsholz (Grøftsholt)
- Groß-Quern (Store Kværn)
- Hattlund (Hatlund)
- Hattlundmoor (Hatlundmose)
- Kalleby
- Kleinquern (Lille Kværn)
- Mühlendamm (Mølledam)
- Neukirchen (Nykirke)
- Nübel (Nybøl)
- Nübelfeld (Nybølmark)
- Nübelmoor
- Philipsthal (Filipsdal[5] oder auch Philipsdal[6])
- Quern (Kværn)
- Dingholz (Tingskov)
- Rodeheck (Rødeled)
- Roikier (Røjkær)
- Scheersberg (Skærsbjerg)
- Schiol (Skjold)
- Tiefengruft (Dybgrav[4])
- Westerholm (Vesterholm)
- Wolfsbrück (Ulvsbro[7])
- Wolsroi (Volsrød)

## Religion
Zum Zeitpunkt der Reformation kam es zum Wechsel vom katholischen Glauben hin zur damals neuen evangelisch-lutherischen Kirche. Die örtliche Feldstein-Kirche St. Martin sind seitdem Teil der evang.-luth. Kirchengemeinde Steinberg. Auch die beiden anderen Kirchen im Gemeindegebiet der Kirchengemeinde Quern-Neukirchen wie die Kirche Neukirchen sind evangelisch-lutherisch.

## Politik

### Gemeindevertretung
Bei der Kommunalwahl am 14. Mai 2023 wurden insgesamt 17 Sitze vergeben. Von diesen erhielt die CDU und die Wählergemeinschaft Steinbergkirche/Quern je sechs Sitze, die Grünen drei Sitze und die SPD zwei Sitze.

### Wappen
Blasonierung: „Von Blau und Gold im Zinnenschnitt geteilt. Oben ein goldener Siebenstern, unten über blau-silbernen Wellen ein flacher grüner Fünfberg.“

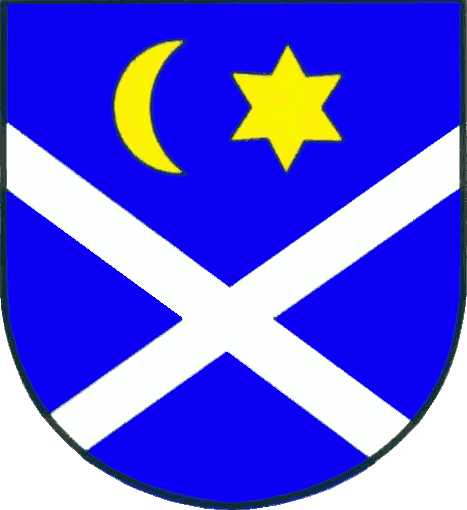
Wappen vor 2013

### Kommunalverwaltung

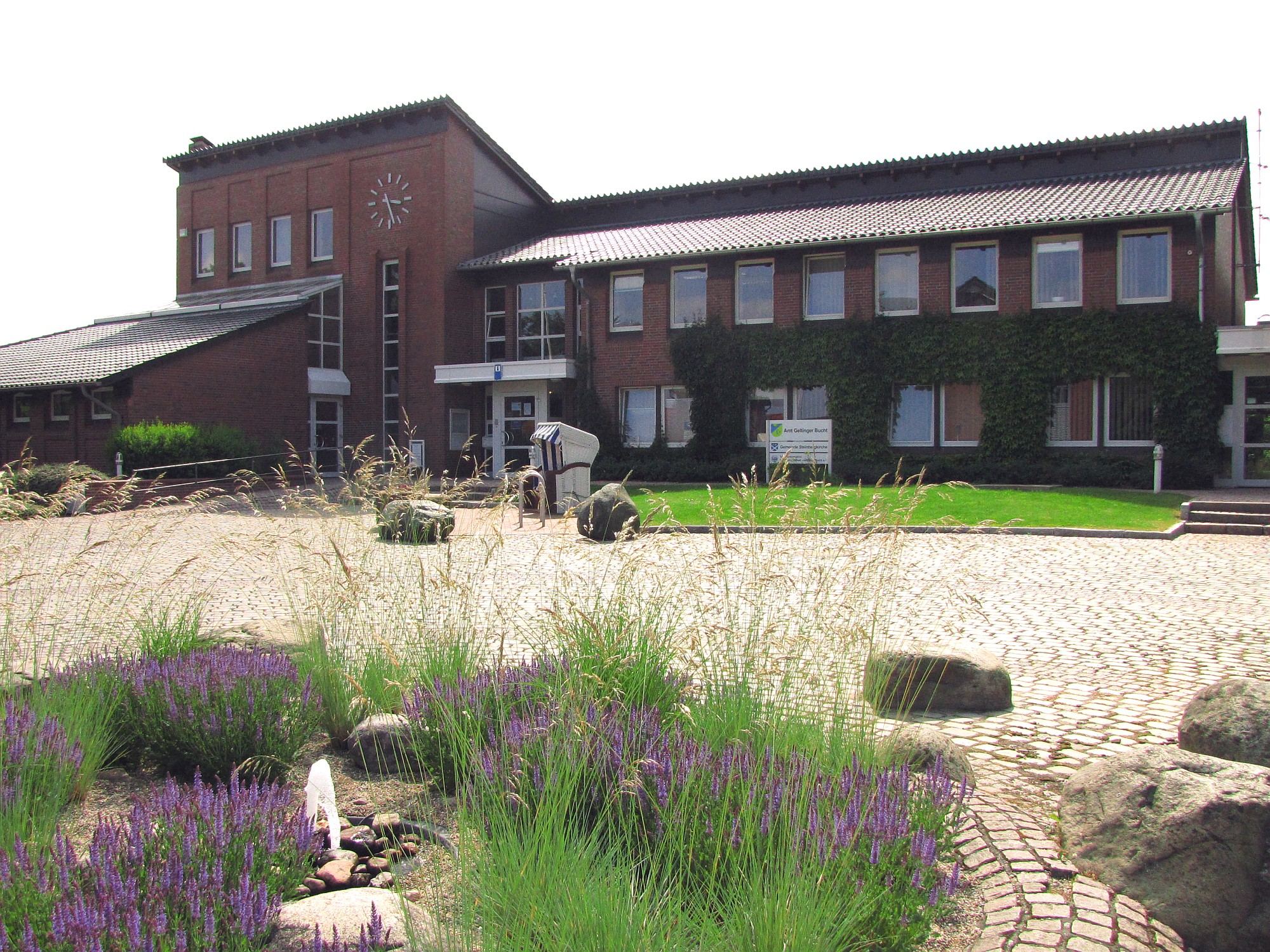
Verwaltungsgebäude Amt Geltinger Bucht und Gemeindeverwaltung

Steinbergkirche ist Amtssitz des Amtes Geltinger Bucht.

### Gemeindepartnerschaft
Klink in Mecklenburg-Vorpommern ist die Partnergemeinde von Steinbergkirche.

## Wirtschaft und Infrastruktur

### Wirtschaftsstruktur
In Steinbergkirche befinden sich mehrere Dienstleistungs- und Handwerksbetriebe. Steinbergkirche stellt einen ländlichen Zentralort dar.
Die Wirtschaftsstruktur von Steinbergkirche ist mit den zugehörigen Ortsteilen touristisch und landwirtschaftlich geprägt. Es existiert ein Angebot von Dienstleistungen für den Pferdesport, der landwirtschaftlichen Betrieben der Region eine Ergänzung brachte.

### Verkehr
Die frühere Eisenbahnanbindung mit der Flensburger Kreisbahn ist dem Ausbau des Straßenverkehrsnetzes gewichen. Der Ort bildet in der Nord-Süd-Anbindung an die B 199 (Flensburg – Kappeln) und westlich über die L 22 und die L 292 zur Bundesautobahn 7 einen regionalen Verkehrsknoten.
Der öffentliche Personennahverkehr ist über Omnibusanbindungen geregelt.

### Bildung

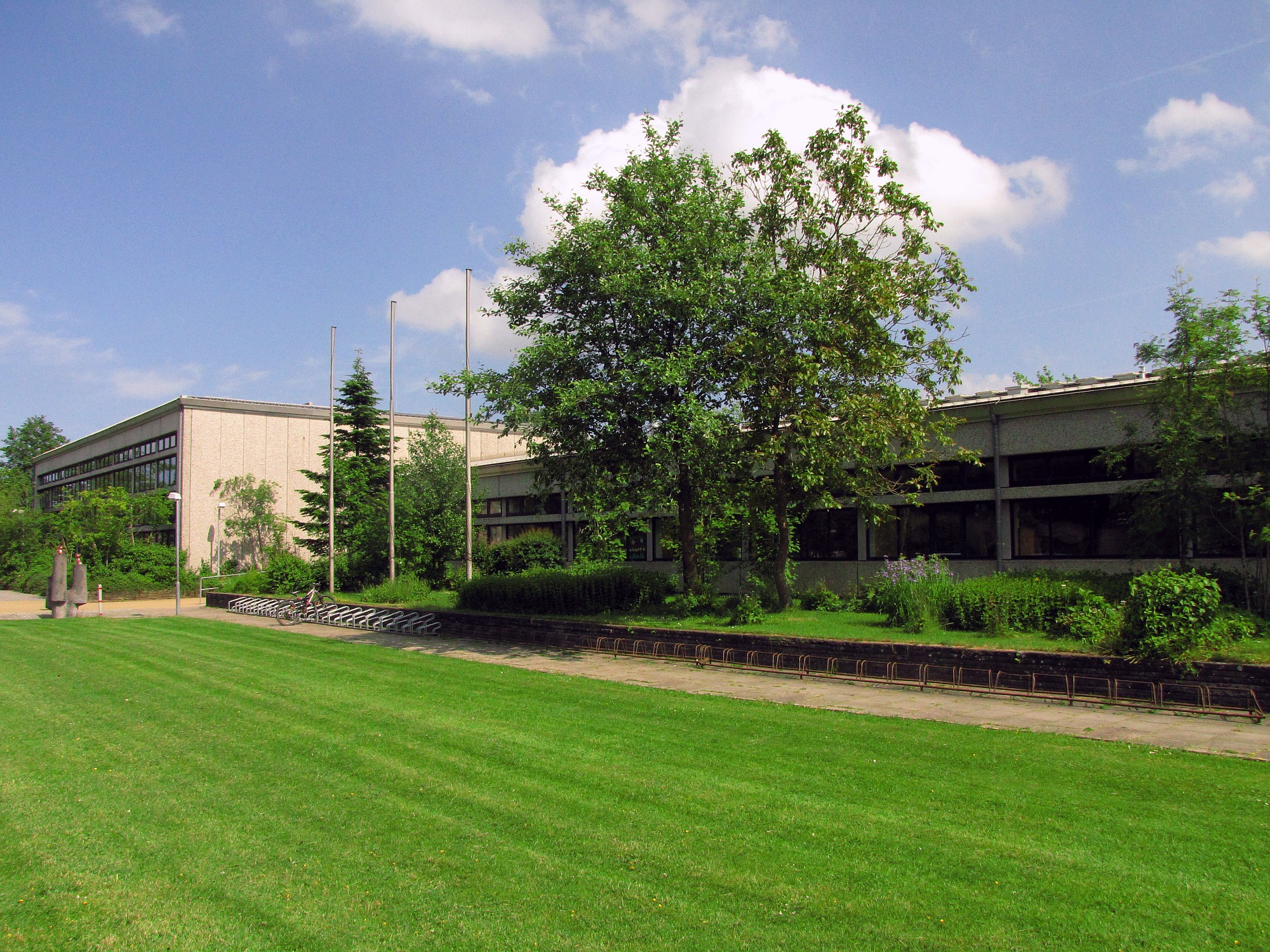
Grundschulkomplex Steinbergkirche (Foto 2012)

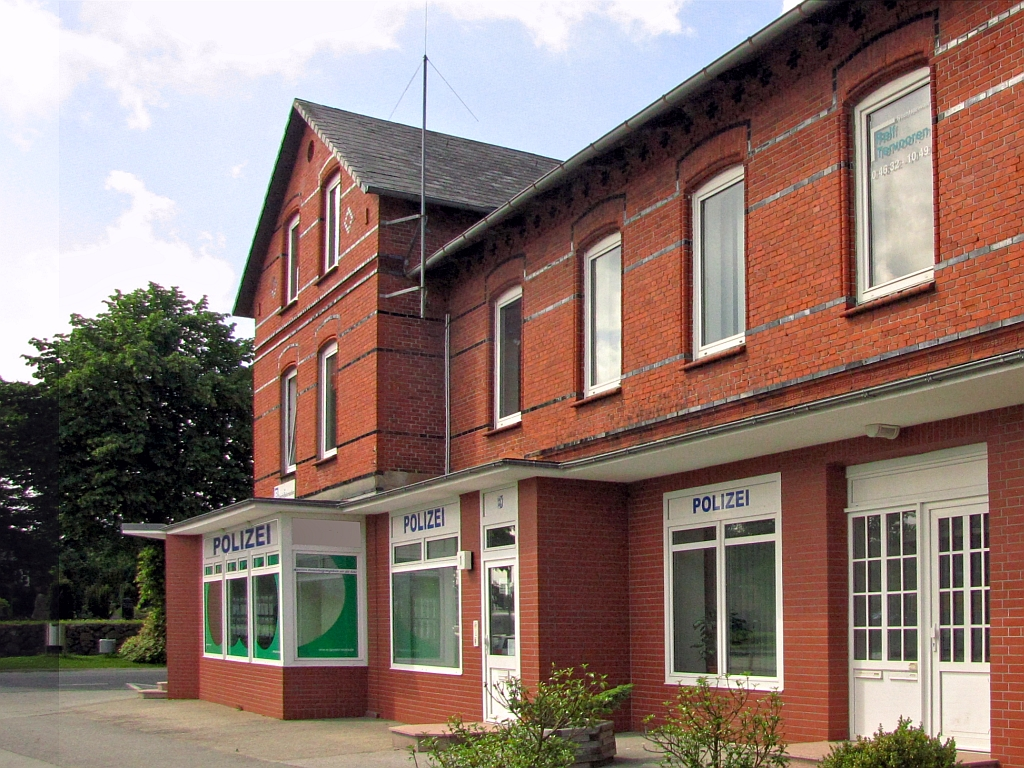
Polizeidienststelle Steinbergkirche an der Nordstraße

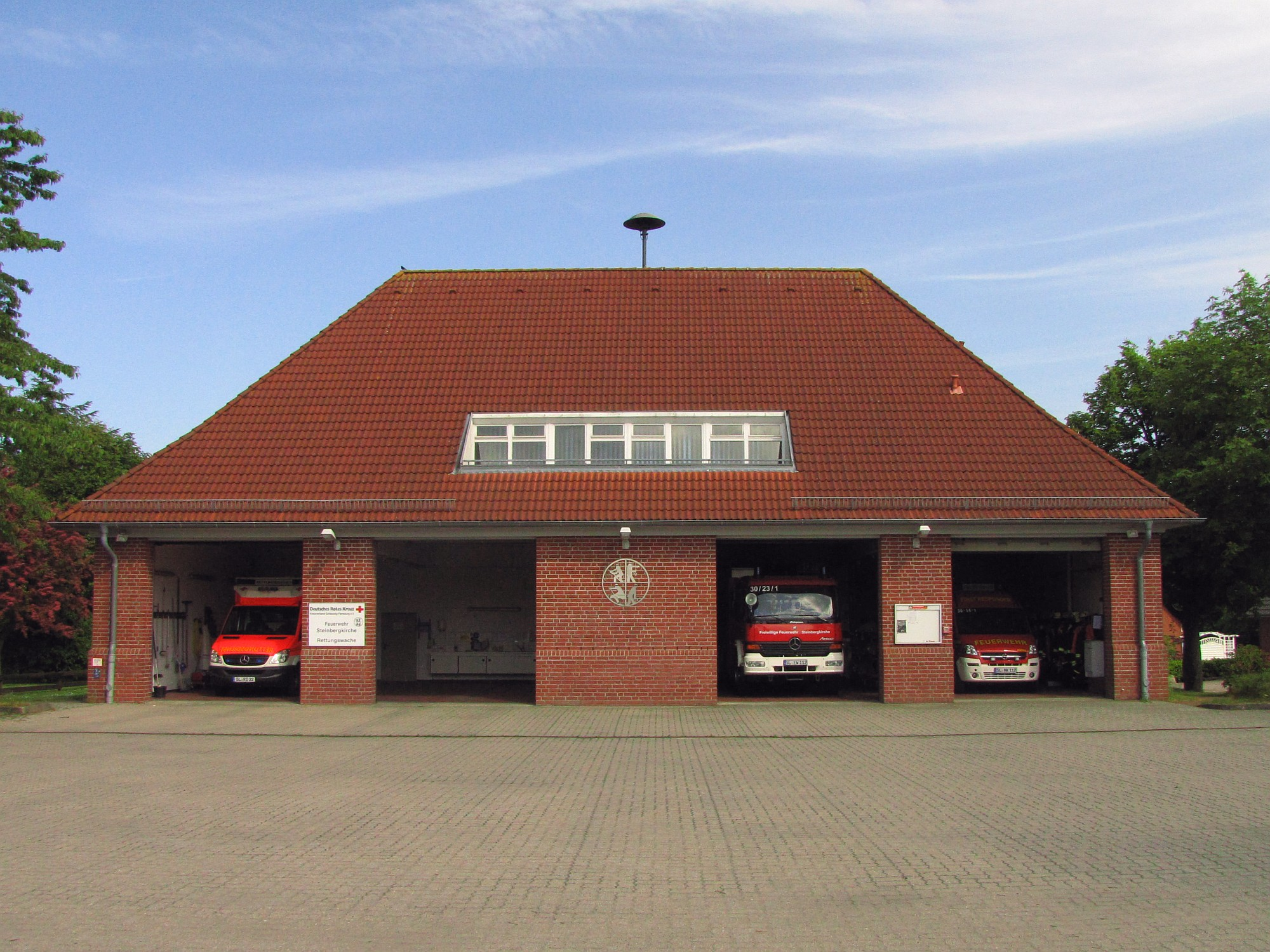
Einsatzzentrum Feuerwehr DRK-Rettungswache (Foto 2012)

In Steinbergkirche gibt es eine Grundschule und Kindergärten. Weiterführende Schulen existieren im Bereich des Amtes Geltinger Bucht sowie in Flensburg und Kappeln.
Im Ortsteil Hattlund besteht ein dänischer Kindergarten sowie eine dänische Grundschule (Hatlund-Langballe Danske Skole).

### Polizei
An der Nordstraße/Kreuzung Ginthofter Straße befindet sich die örtliche Polizeiwache.
Seit der Strukturreform für die Polizei in Schleswig-Holstein im Jahre 2013 und der Zusammenführung der Aufgaben der Polizeidirektionen Husum und Flensburg zu einer Polizeidirektion mit Sitz in Flensburg wurde die Polizeidienststelle in Steinbergkirche aufgewertet und personell stärker besetzt.

### Freiwillige Feuerwehr
Die Gemeindewehr untersteht der Amtswehrführung Geltinger Bucht. Zur Gemeindewehr gehören als Ortswehr die Freiwillige Feuerwehr Steinbergkirche mit den Löschgruppen Westerholm und Gintoft, der weiteren Ortswehren aus Groß Quern sowie der durch den am 1. Januar 2022 durch den Zusammenschluss der Feuerwehren Hattlund-Kalleby, Roikier-Friedrichstal und Neukirchen-Habernis gebildeten neuen Freiwilligen Feuerwehr Kalleby. Das Feuerwehrhaus in Steinbergkirche befindet sich zusammen mit dem Rettungsdienst in der Gintofter Straße.

### Rettungs- und Gesundheitswesen
Die Rettungswache ist durch das Deutsche Rote Kreuz, Kreisverband Schleswig-Flensburg e. V., besetzt und mit einem Rettungswagen ausgestattet. Die Rettungswache befindet sich zusammen mit der Feuerwehr im Einsatzzentrum in der Gintofter Straße.
Die Gesundheitsversorgung der Bevölkerung erfolgt durch verschiedene örtliche Arzt- und Zahnarztpraxen sowie eine Apotheke.
Es besteht eine Diakonie-Sozialstation, die zusammen mit Pflegedienstfirmen den ambulanten Krankenpflegedienst sichert.

## Kultur und Sehenswürdigkeiten
- Die Kirche von Steinbergkirche sowie eine 500-jährige Linde auf dem Kirchhof zu Steinbergkirche, gepflanzt zur Reformationszeit.

In den Ortsteilen sind folgende Sehenswürdigkeiten vorhanden:
- Bismarckturm aus dem Jahr 1903 auf dem Scheersberg bei Groß-Quern
- Burg Nübel, ehemaliges Burgareal, heute ein Bauernhof
- Windmühle „Hoffnung“ in Nübelfeld
- Ehemaliger Bahnhof in Steinbergkirche

Detail sind in der Liste der Kulturdenkmale in Steinbergkirche mit den in der Denkmalliste des Landes Schleswig-Holstein eingetragenen Kulturdenkmalen aufgeführt.

### Vereine
Ortsansässig sind Sportvereine, insbesondere auch Wassersportvereine und die DLRG, Naturschutz- und Heimatvereine sowie kulturell ausgerichtete Vereinigungen.

## Persönlichkeiten
- Thomas Atzersen (16. Jahrh.), Pfarrer in Steinbergkirche zur Reformation
- Friedrich Christian Schmidt (1776–1862), Richter
- Ursula Röper (1944–2007), Mitglied des Landtages von Schleswig-Holstein
- Peter Heinrich Brix (* 1955), Schauspieler

## Bildergalerie

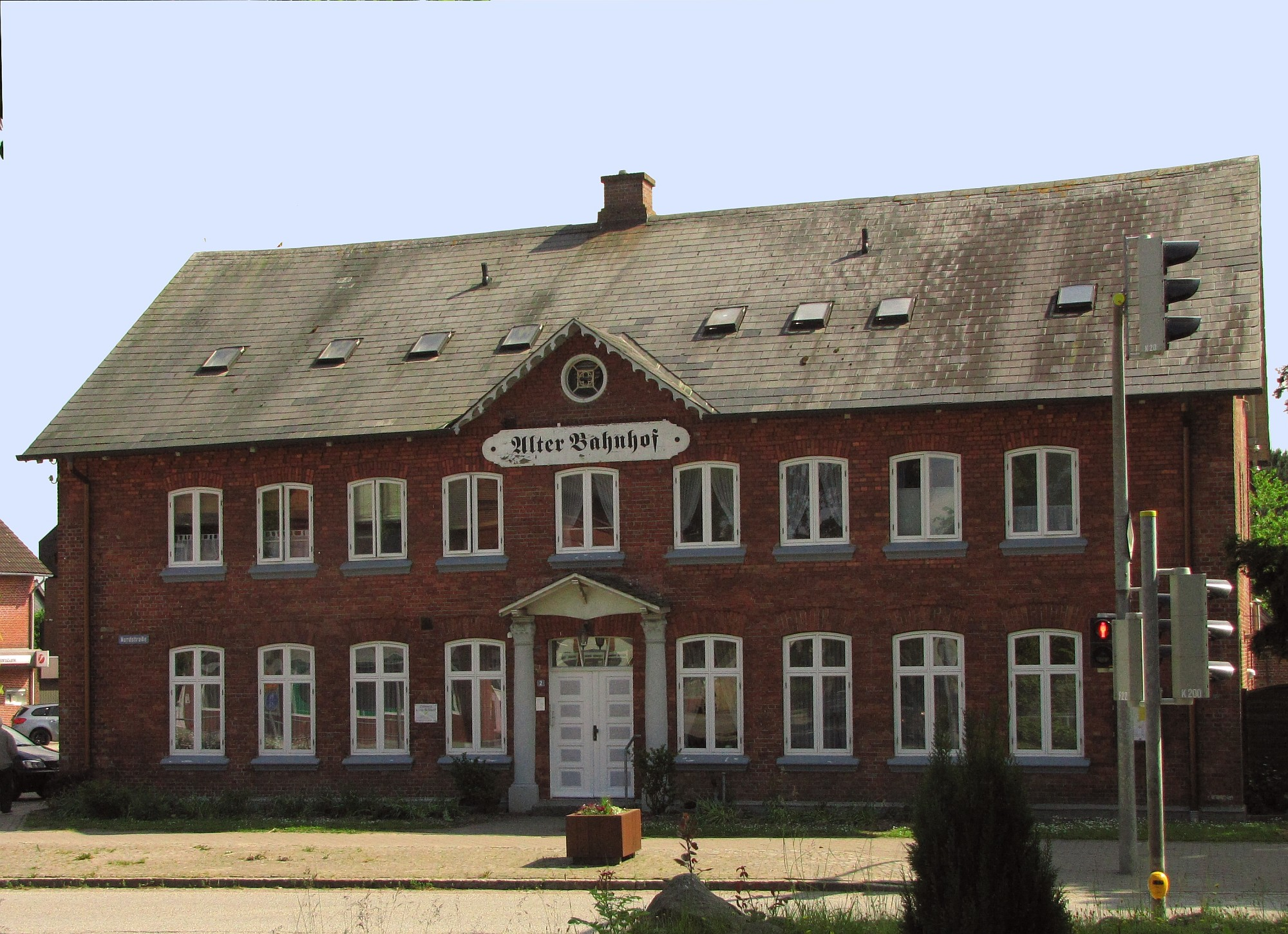
Der Alte Bahnhof an der Nordstraße/B 199
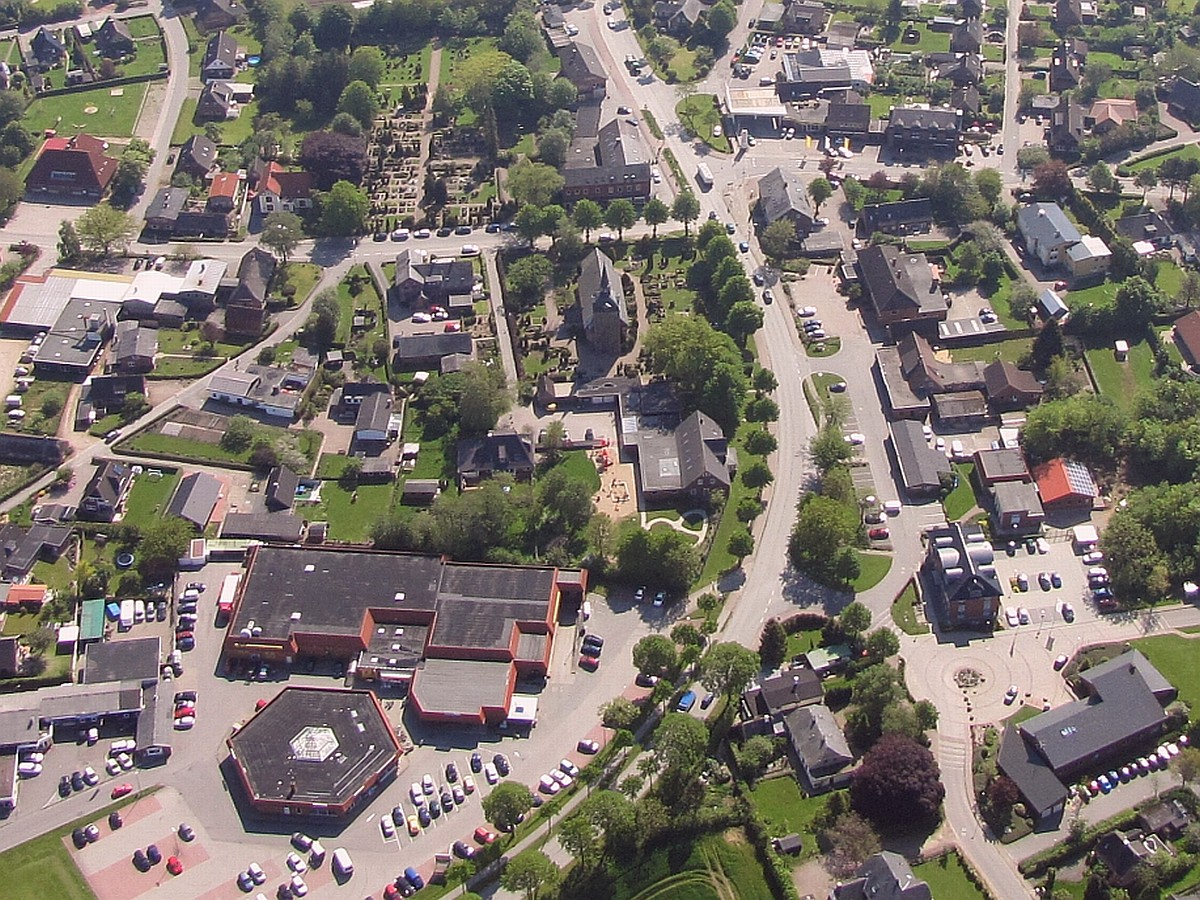
Luftbild Steinbergkirche
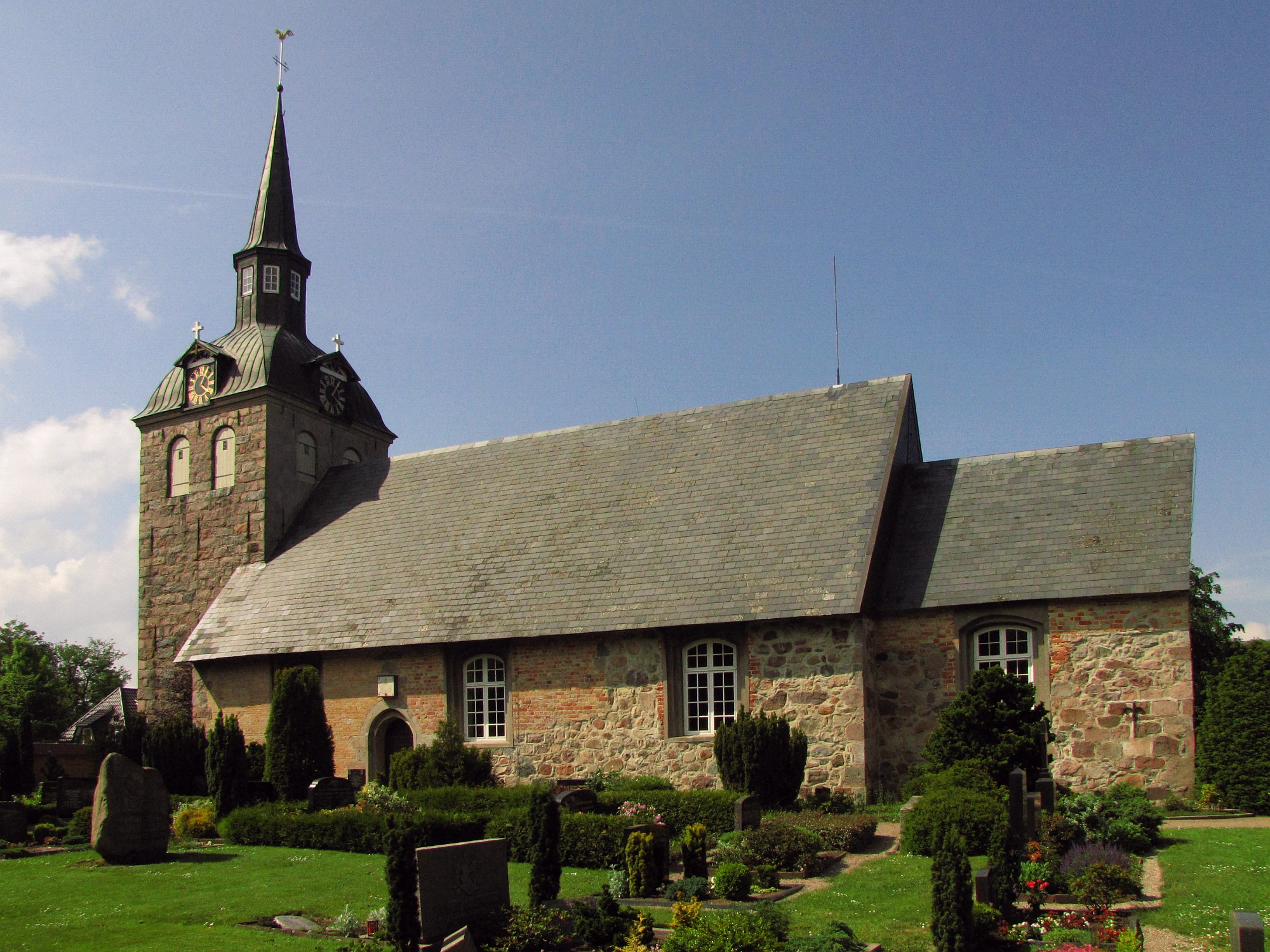
Ev.-luth. Kirche St. Martin Steinbergkirche
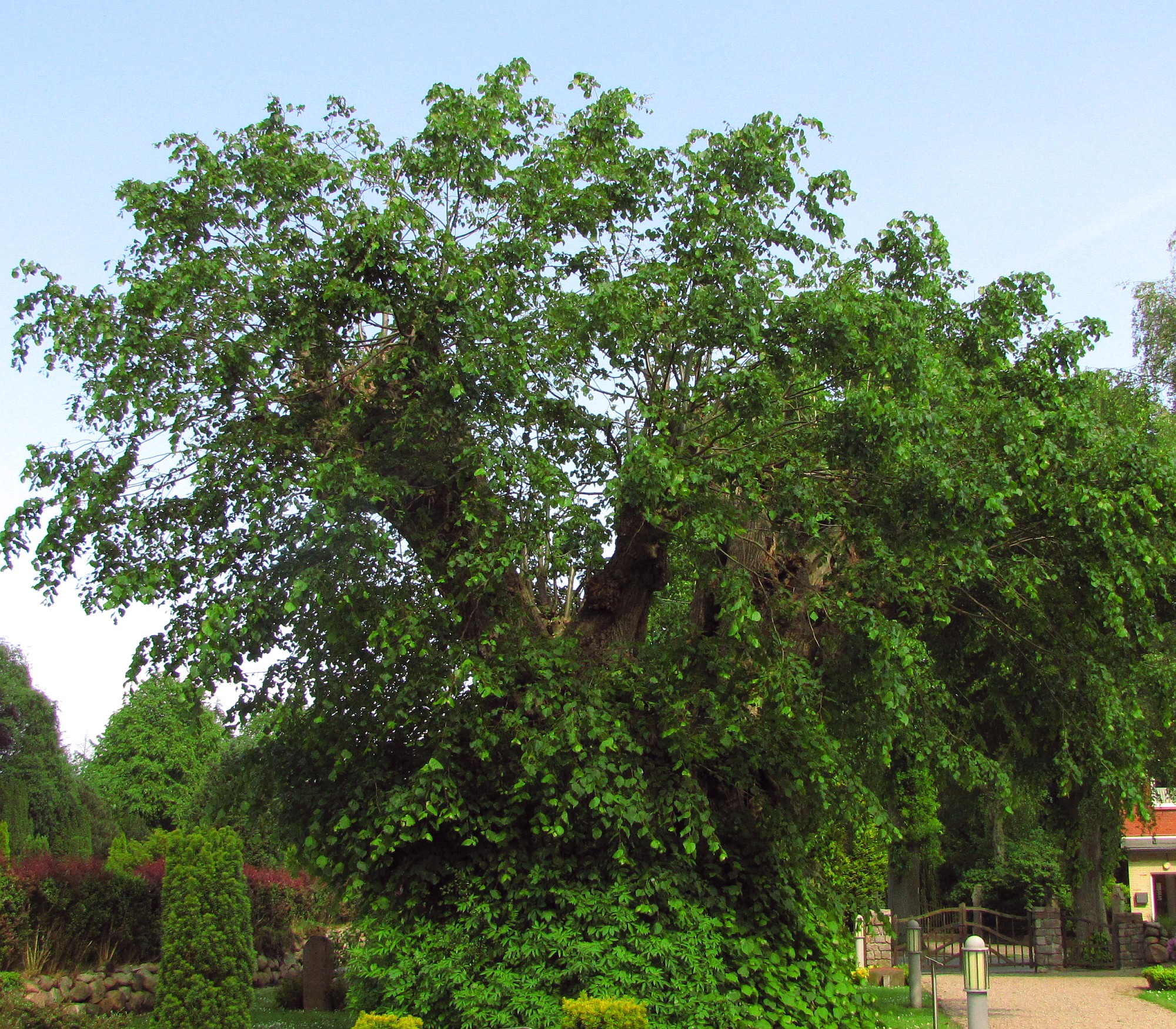
Die denkmalgeschützte 500-jährige Linde aus der Reformationszeit (Westseite)
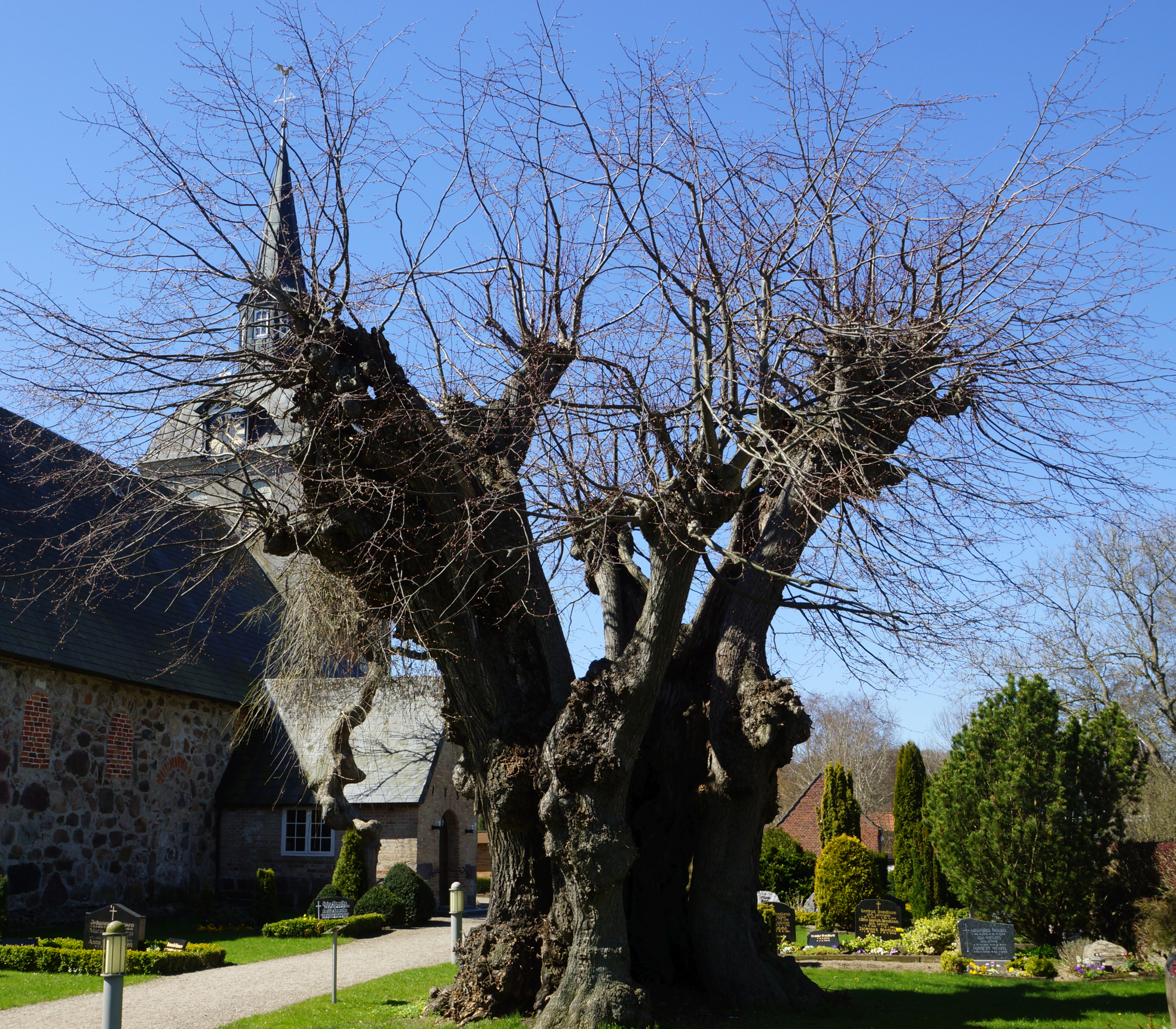
Die winterlich unbelaubte 500-jährige Linde, hier mit besser erkennbarer Baum-Substanz (Ostseite)
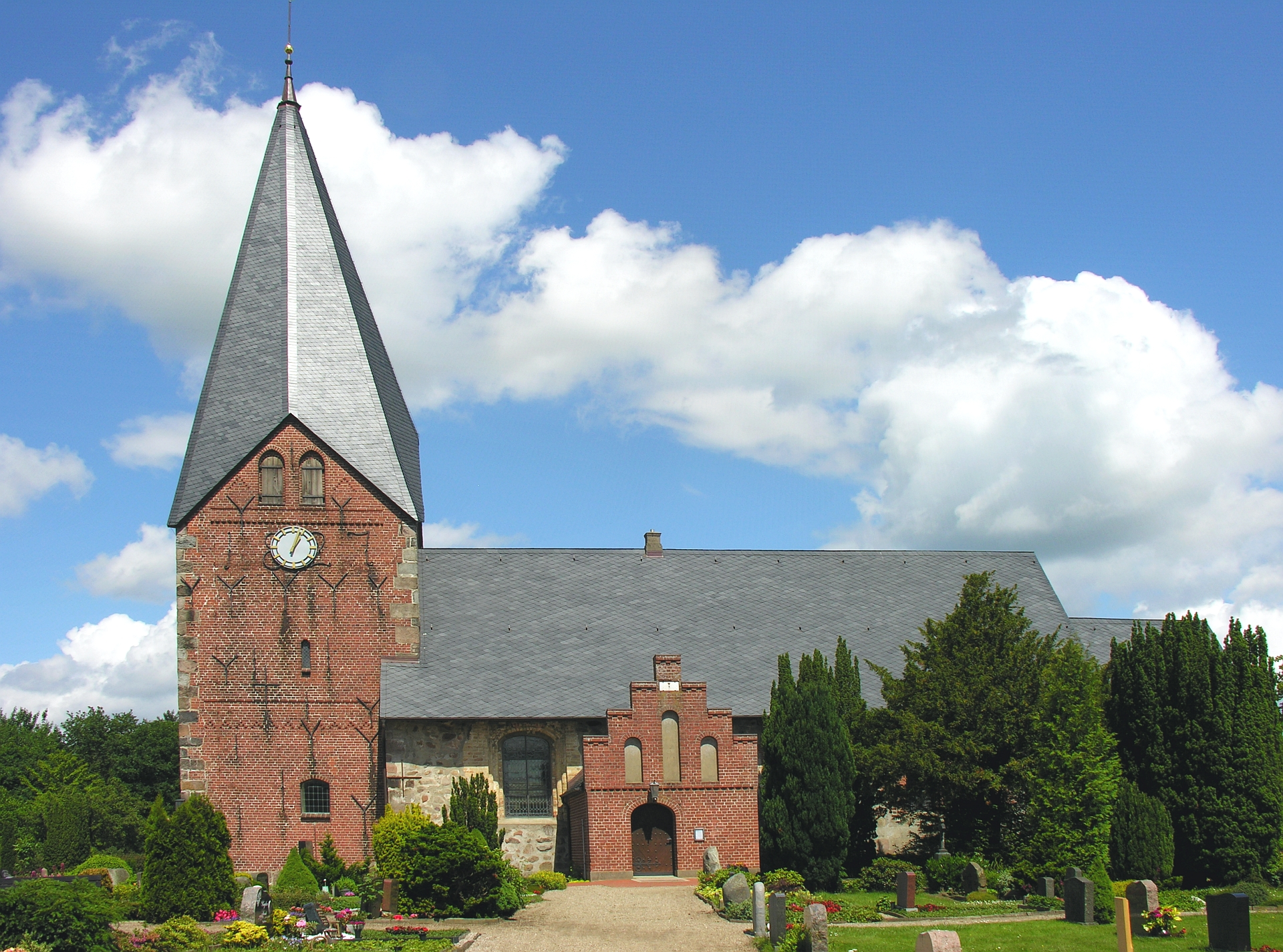
St.-Nikolai-Kirche zu Groß-Quern
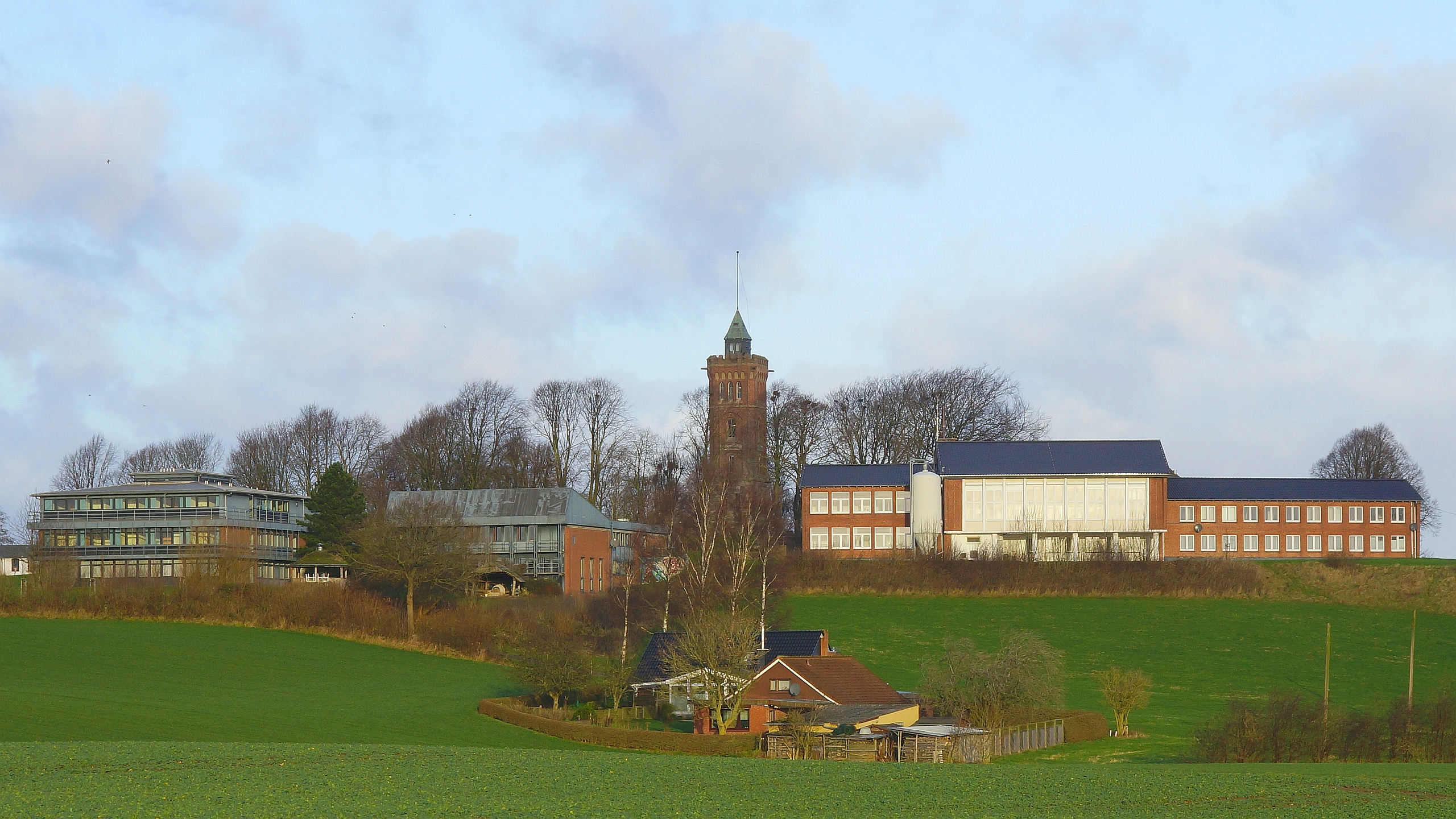
Internat. Bildungsstätte Jugendhof Scheersberg sowie Bismarckturm; ehemals Ortsteil von Quern
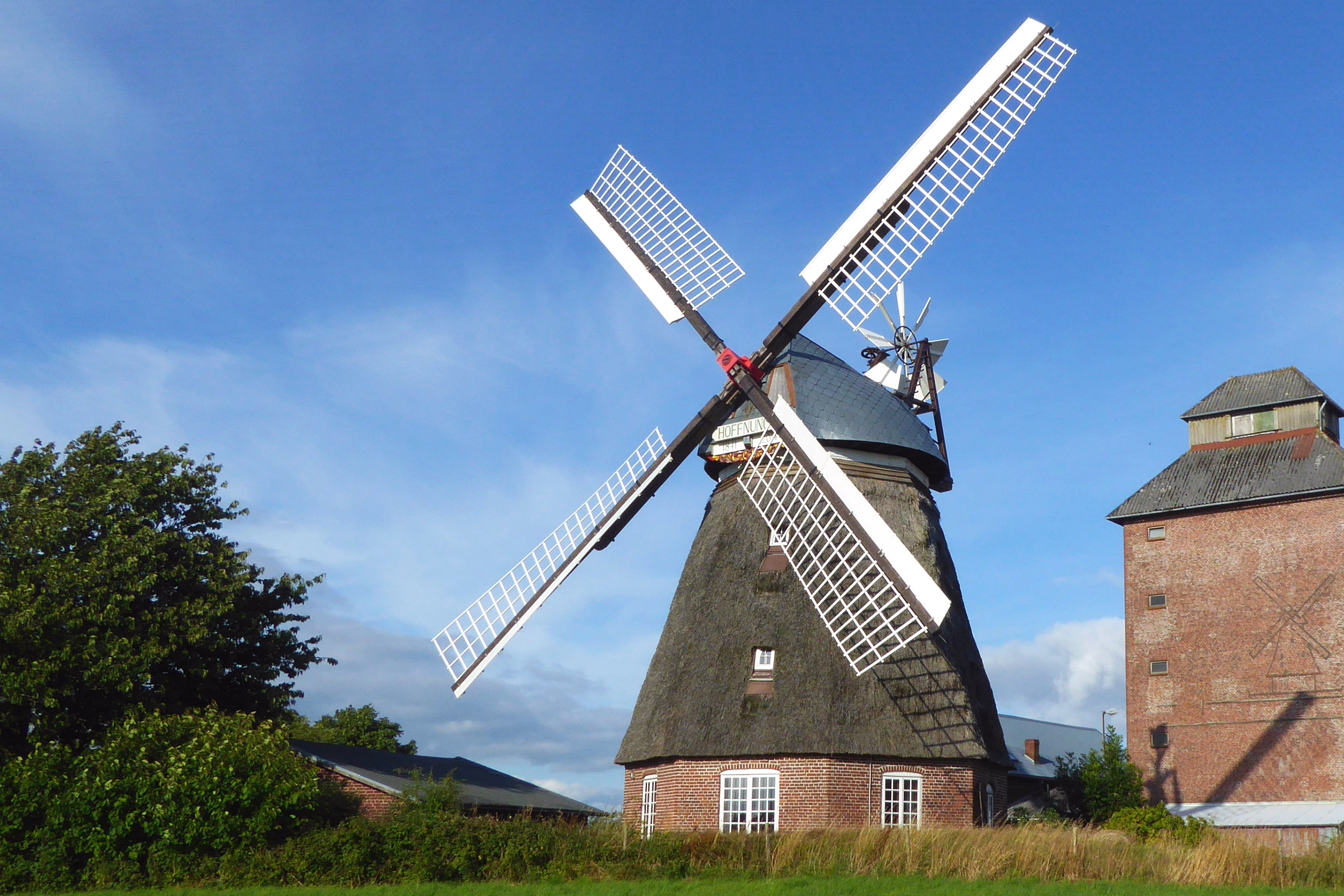
Windmühle „Hoffnung“ (Erdholländermühle) in Steinbergkirche-Nübelfeld
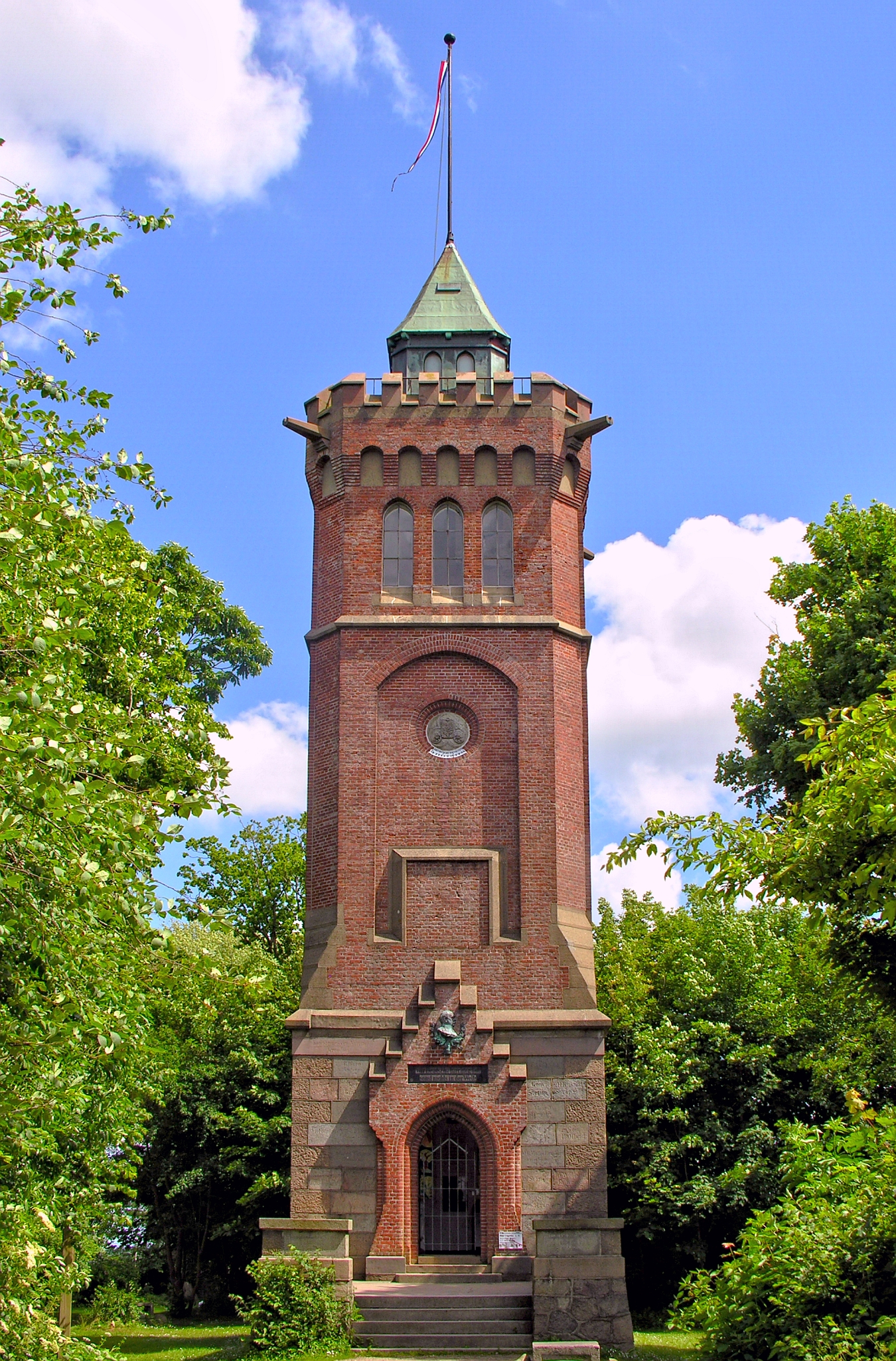
Bismarckturm (1903) Scheersberg/Groß-Quern
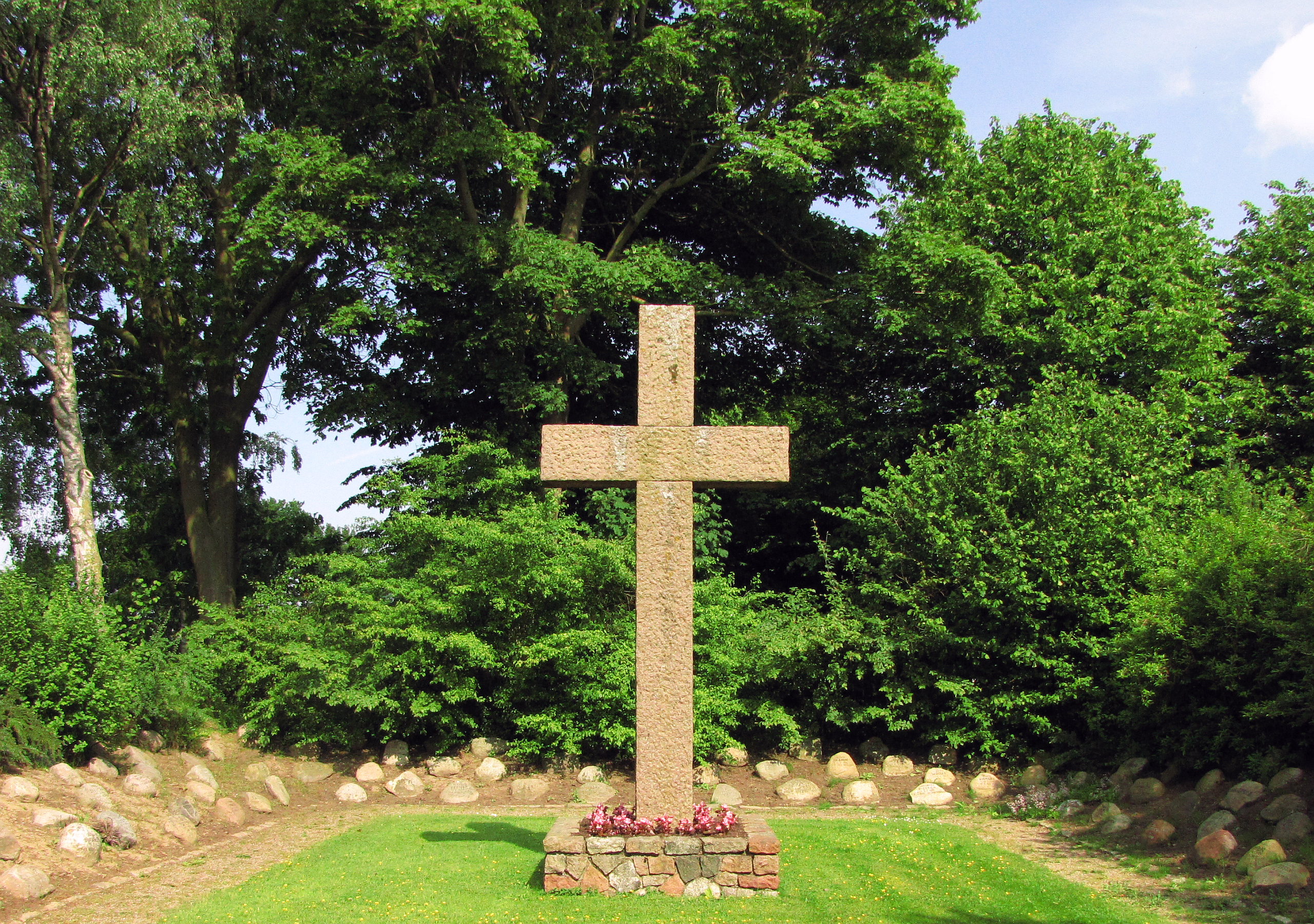
Ehrenmal für die Gefallenen der beiden Weltkriege
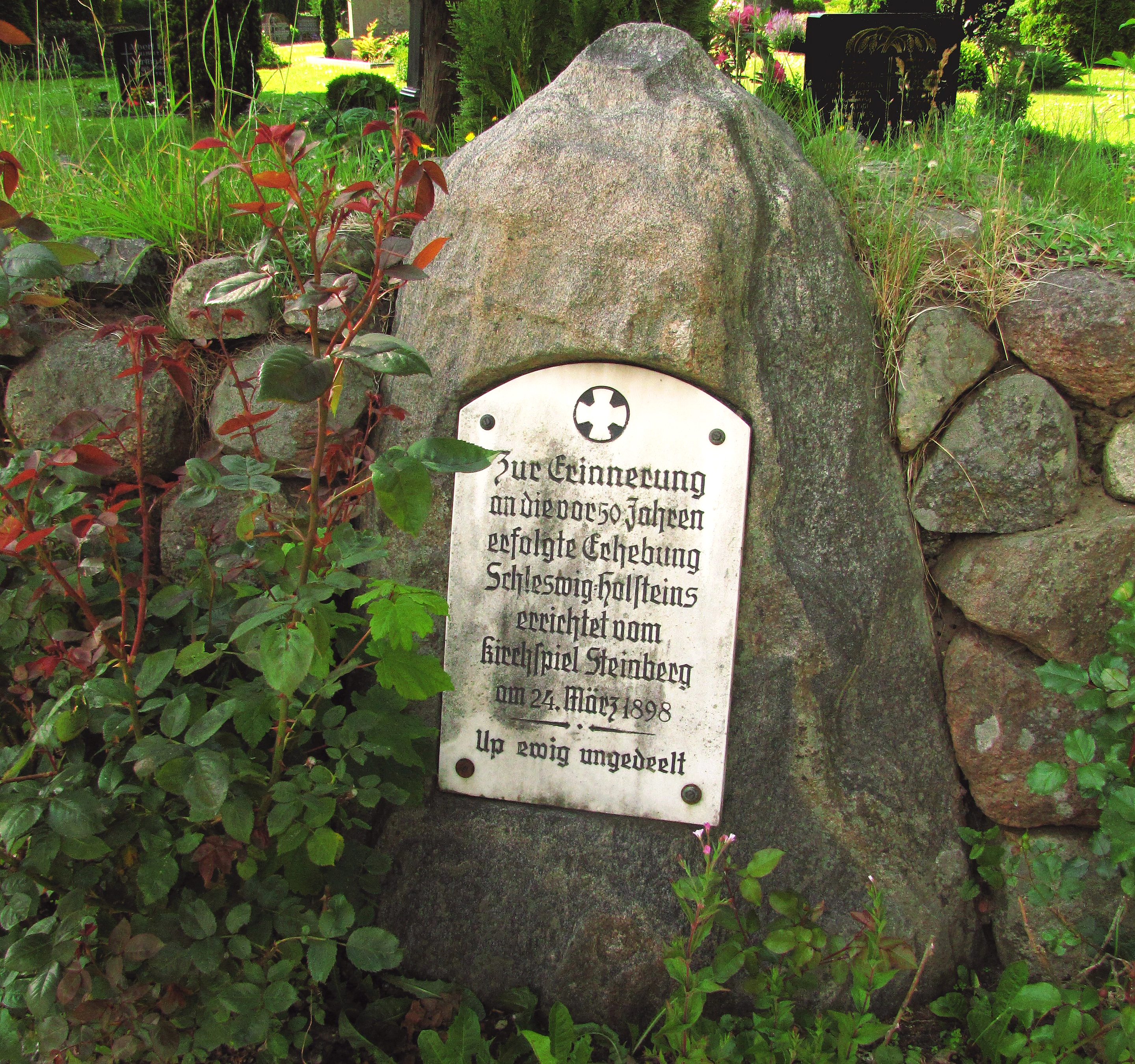
Gedenkstein des Kirchspiels Steinberg zur Schleswig-Holsteinischen Erhebung 1848 bis 1851